# Mary Stewart (atletinja)
Mary Stewart-Cotton, angleška atletinja, * 25. februar 1956, Birmingham, Anglija, Združeno kraljestvo.
Nastopila je na poletnih olimpijskih igrah leta 1976, ko se je uvrstila v polfinale teka na 1500 m. Na evropskih dvoranskih prvenstvih je osvojila naslov prvakinje v isti disciplini leta 1977, kot tudi na igrah Skupnosti narodov leta 1978.